# Торри-ди-Педра
Торри-ди-Педра (порт. Torre de Pedra)  —  муниципалитет в Бразилии, входит в штат Сан-Паулу. Составная часть мезорегиона Итапетининга. Входит в экономико-статистический  микрорегион Татуи. Население составляет 2046 человек на 2022 год. Занимает площадь 71 348 км². Плотность населения — 28,68 чел./км².

## Статистика
- Валовой внутренний продукт на 2003 составляет 9.314.317,00 реалов (данные: Бразильский институт географии и статистики).
- Валовой внутренний продукт на душу населения на 2003 составляет 3.715,32 реалов (данные: Бразильский институт географии и статистики).
- Индекс развития человеческого потенциала на 2000 составляет 0,777 (данные: Программа развития ООН).

## География
Климат местности: субтропический. В соответствии с классификацией Кёппена, климат относится к категории Cfb.